# خلیل شریف
خلیل شریف (انگلیسی: Khalil Sharif؛ زادهٔ ۵ نوامبر ۱۹۸۴) یک بازیکن فوتبال اهل قطر است.